# Jaime Carreño
Jaime Matías Carreño Lee-Chong (* 3. März 1997 in Santiago) ist ein chilenischer Fußballspieler. Der Mittelfeldspieler wurde vier Mal chilenischer Meister.

## Karriere
Jaime Carreño begann 2015 seine Profikarriere beim CD Universidad Católica. Anfang 2016 hatte er sich einen Startelfplatz erkämpft. Im April 2016 erzielte er mit dem 2:1-Siegtreffer ausgerechnet gegen den Erzrivalen CF Universidad de Chile sein erstes Profitor. Am Ende der Apertura 2016/17 stand der Meistertitel, sein zweiter mit UC, jedoch kam er beim ersten Titel selten zum Einsatz. Trotz seiner guten Leistungen als Stammspieler setzte Trainer Mario Salas in der Folgesaison nicht mehr auf den Mittelfeldspieler. Carreño wurde daher an Everton verliehen. nach seiner Rückkehr zu den Cruzados gewann er zwei weitere Meistertitel. Während er 2018 noch 14 Ligaeinsätze hatte, waren es beim Ligaerfolg 2019 nur noch fünf. Er wurde weitere Male verliehen; zuerst an Oriente Petrolero aus Bolivien, dann an Universidad de Concepción.
2021 folgte dann der feste Wechsel zu Deportes La Serena, wo er zwei Jahre blieb. Nach einer weiteren Saison bei Deportes Iquique schloss sich Carreño 2024 CD Santiago Morning an.

## Erfolge
Universidad Católica
- Chilenischer Meister: 2015/16-C, 2016/17-A, 2018, 2019
- Chilenischer Supercup-Sieger: 2016, 2019

## Sonstiges
Benito Lee Chong Lam, Großvater von Jaime, floh 1928 aus China wegen der Spannungen mit Japan und des chinesischen Bürgerkrieges nach Chile. Jaimes Onkel Óscar Lee-Chong und Luis Lee-Chong sind ehemalige Profifußballspieler. Sein Cousin Felipe Lee-Chong spielt ebenfalls professionell Fußball.